# 朗厄山脈

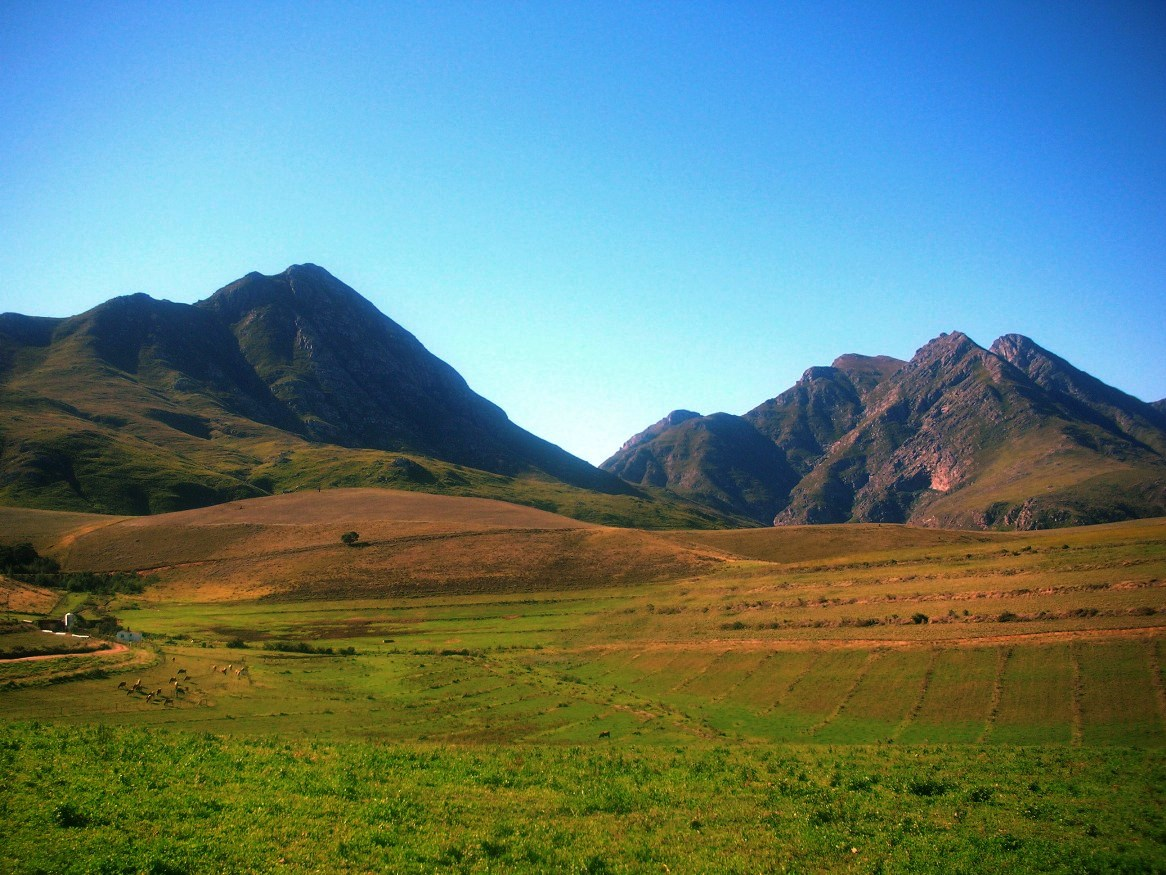

朗厄山脈是南非的山脈，位於該國南部西開普省，長160公里、寬20公里，最高點海拔高度1,710米，由砂岩組成的山體在古元古代時期形成。